# Steinbach am Donnersberg
Steinbach am Donnersberg este o comună din landul Renania-Palatinat, Germania.